# Hallen, Bollnäs kommun

## Beskrivning
Hallen är en småort i Bollnäs kommun i Gävleborgs län, belägen i Hanebo distrikt, tidigare socken. Byn ligger mellan en och två kilometer sydväst om Kilafors centrum längs länsväg X 614 mot Hällbo.

## Historik
Hallen hade under mitten av 1900-talet ett flertal företag i olika branscher. Bageri, bryggeri, flera snickerier, taxirörelse med bilskola som utökades med bussföretag, lastbilsåkerier, affärerna konsum och Ica, Spinneri, två kvarnar, smidesverksamhet och en maskinhandelsfirma.